# Reifpilz
Der Reifpilz (Cortinarius caperatus, Syn.: Rozites caperatus, R. caperata), auch Zigeuner oder Hühnerkoppe genannt, ist ein Speisepilz aus der Familie der Schleierlingsverwandten (Cortinariaceae). Charakteristisch sind der häutige, doppelrandige Stielring und der längsrunzelige Hut der Fruchtkörper. Letzteres Merkmal brachte dem Pilz auch die Namen Runzelschüppling und Scheidenrunzling ein. Auch der zweite Teil des wissenschaftlichen Artnamens caperatus bezieht sich darauf: Das Epitheton leitet sich von lateinisch caper(r)ātus „gerunzelt“ ab.

## Merkmale

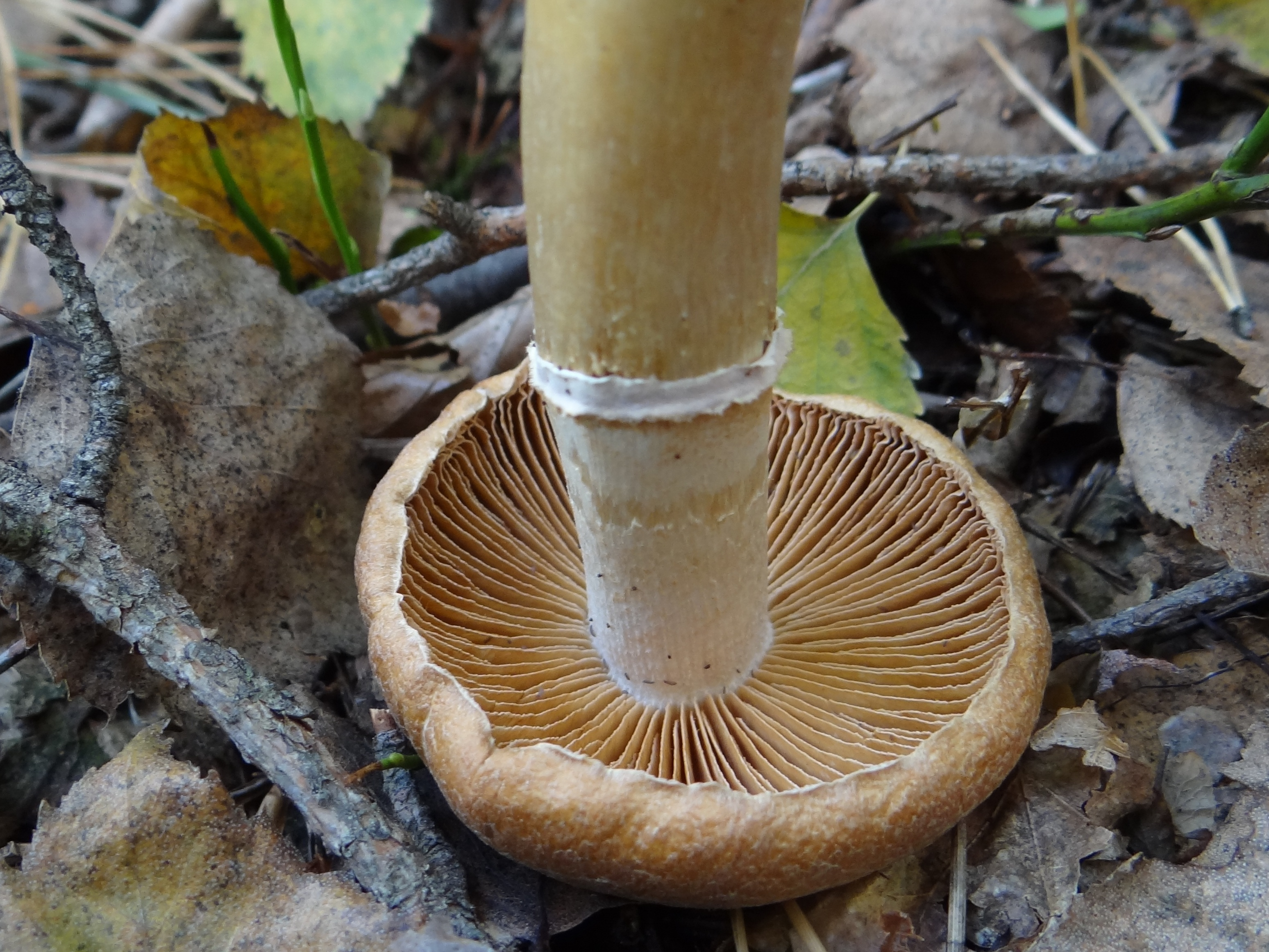
Hutunterseite mit Lamellen und doppeltrandiger Stielring aus der Nähe

### Makroskopische Merkmale
Charakteristisch ist der strohgelbe bis gelbbraune Hut mit einer grauen bis weißlichen und schwach lila getönten Bereifung. Er ist 4–15 cm breit und charakteristisch längsrunzelig. Anfangs halbkugelig bis glockenförmig verflacht er beim Aufschirmen und besitzt dann einen breiten, stumpfen Buckel. Der Hutrand ist dann häufig nach oben gebogen und vom Rand her radial eingerissen. Die am Stiel ausgebuchteten, nach einigen Autoren auch breit angewachsenen Lamellen sind cremefarben und blass, dunkeln ocker- bis zimtfarben nach und zeigen hell kontrastierende, fein gekerbte Schneiden. Das Sporenpulver ist hell zimtbraun. Der Stiel wird bis zu 15 cm lang und ist hell, an der Spitze weißlich gefärbt. Die Oberfläche ist feinfaserig strukturiert. Im oberen Stieldrittel befindet sich ein deutlicher, dauerhafter und häutiger Ring (Annulus). Jene Manschette liegt am Stiel an, ist oberseitig fein gerieft und hat einen doppelten Rand. Das wässrige und blass-weißliche Fleisch riecht angenehm und schmeckt mild.

### Mikroskopische Merkmale
Die Sporen sind mandelförmig, warzig-rau und 11–14 × 7–9 µm groß.

## Artabgrenzung
In jungem Stadium ähneln die Fruchtkörper denen einiger Haarschleierlinge wie dem Lila Dickfuß (Cortinarius traganus) und dem Bocks-Dickfuß (C. camphoratus), die beide unangenehm riechen und giftig sind. Im Gegensatz zu anderen Schleierlingen hat der Reifpilz am Stiel eine deutliche häutige Manschette mit dem charakteristischen doppelten Rand. Er könnte auch mit jungen Riesen-Rötlingen verwechselt werden. Der typische Ring erschwert eine Verwechslung.

## Ökologie und Verbreitung

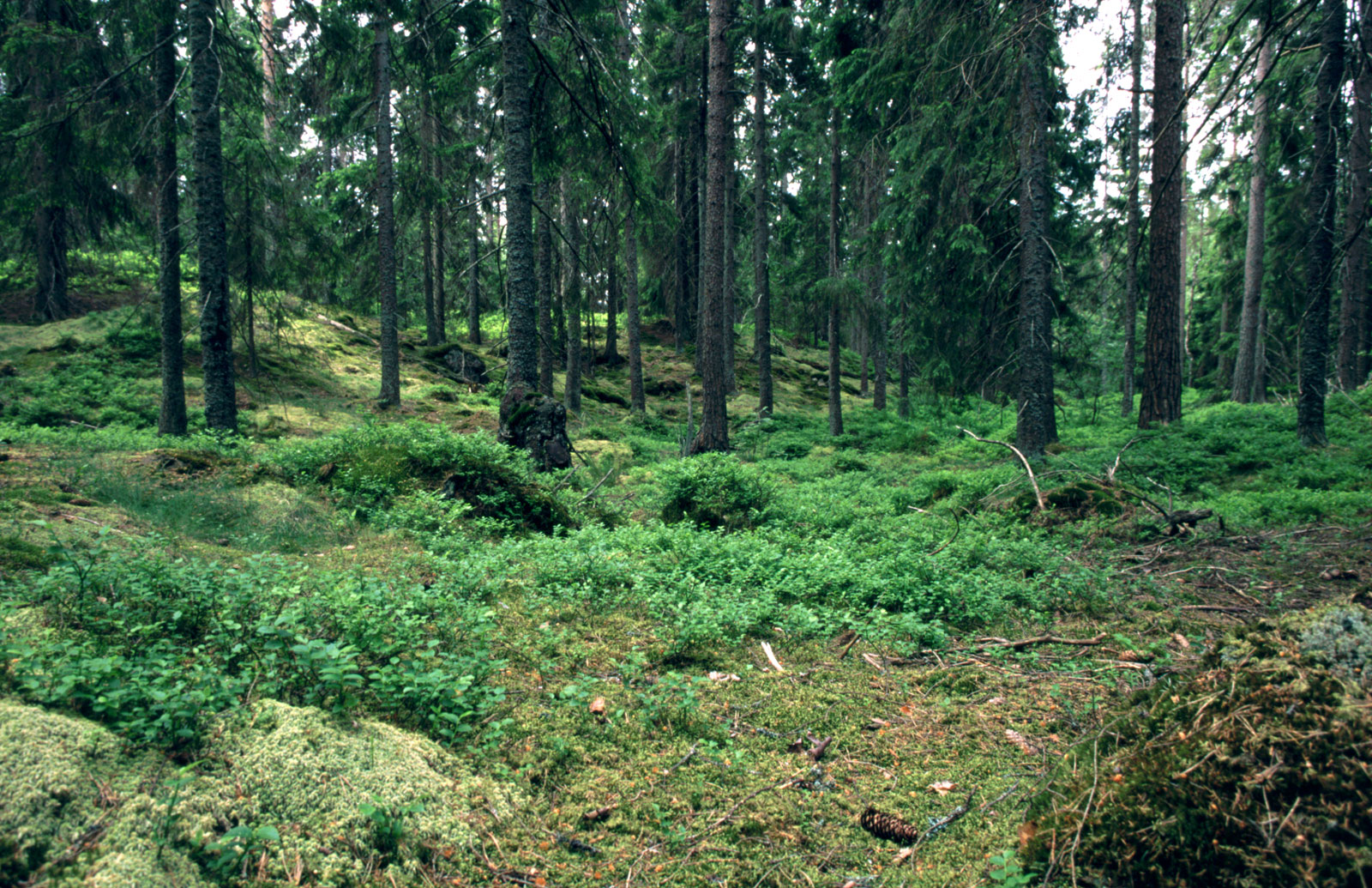
Bodensaure Fichtenwälder zählen zu den bevorzugten Lebensräumen des Reifpilzes.

Der Reifpilz ist ein Mykorrhizapilz. Er wächst besonders in Nadelwäldern (Kiefern, Fichten), selten in Laubwäldern (Rotbuchen), auf saurem, sandigem Boden und in Hochmooren, gerne in Gesellschaft von Heidelbeeren. Er ist in Europa, Nordamerika und Asien verbreitet.

## Systematik
Er wurde ursprünglich 1796 von dem Mykologen Christian Hendrik Persoon als Agaricus caperatus beschrieben. Danach wurde er 1821 von Elias Magnus Fries erstmals in die Gattung der Haarschleierlinge (Cortinarius) verlegt. Später wurde er 1887 von Pier Andrea Saccardo zu der Gattung Pholiota gezählt. Dann wurde er 1879 von dem finnischen Mykologen Petter Adolf Karsten der nach dem Mykologen Ernst Roze benannten Gattung Rozites zugeschrieben und war so jahrelang als Rozites caperata (Pers.) P. Karst. bekannt. Neuere Gen-Studien (2002) bestätigten Fries’ Annahme, dass der Reifpilz zur Großgattung der Schleierlinge zu zählen ist. Aktuell wird er in die Sektion Rozites innerhalb der Untergattung Cortinarius subgen. Paramyxacium gezählt.

## Bedeutung
Der Reifpilz ist ein Speisepilz. Da er mit Haarschleierlingen verwechselt werden könnte, wird unerfahrenen Pilzsammlern vom Sammeln abgeraten. Außerdem reichert er das giftige Schwermetall Cadmium bis zu 20 mg/ kg Frischmasse an. Darüber hinaus enthält der Reifpilz hitzelabile Lektine, die speziell die roten Blutkörperchen der Blutgruppe A verklumpen.